# Антон I фон Алденбург
Антон I фон Олденбург (на немски: Anton I. von Aldenburg; * 1 февруари 1633, Кирххатен в Хатен; † 27 октомври 1681, Фарел, Фризия, Долна Саксония) е германски имперски граф от фамилията Дом Олденбург, господар на Фарел, фрайхер на Алденбург-Едлер, щатхалтер на Олденбург и на Делменхорст за датския крал.

## Биография
Той е извънбрачен син на по-късния граф Антон Гюнтер фон Олденбург (1583 – 1667) от връзката му с фрайхерин Елизабет фон Унгнад-Вайсенволф (* 1603/1614; † 1683), дъщеря на фрайхер Андреас Унгнад фон Зонек († сл. 1634) и Маргарета Барбара от Прага († 1669). Майка му е кръщелничка на баба му, вдовицата Елизабет фон Олденбург (1541 – 1612, дъщеря на граф Гюнтер XL фон Шварцбург), и дворцова дама на Юлиана фон Хесен-Дармщат.
Въпреки обещанието баща му не се жени за майка му. Тя напуска Олденбург след раждането му и се връща обратно в Източна Фризия, където нейният баща се е установил след ставането му на калвинист. Баща му Антон Гюнтер се жени през 1635 г. за принцеса София Катарина фон Холщайн-Зондербург (1617 – 1696), дъщеря на херцог Александер фон Шлезвиг-Холщайн-Зондербург (1573 – 1627) и графиня Доротея фон Шварцбург-Зондерсхаузен (1579 – 1639). Бракът е бездетен.
Антон I фон Олденбург прави тригодишен кавалерски тур от 1650 до 1653 г. заедно със своя дворцов майстер Себастиан Фридрих фон Кьотериц до Италия и през Западна и Северна Европа. Заради бездетието на баща му Антон Гюнтер през втория му брак, Антон през следващите години е възпитаван с големи грижи. На 16 март 1646 г. императорът Фердинанд III го издига на благородник, на 25 февруари 1651 г. следва издигането му на фрайхер и на 15 юли 1653 г. на имперски граф. Баща му Антон Гюнтер се грижи също за нужните му финанси за тези титли.
Антон I фон Олденбург е от 1656 г. член на литературното общество „Fruchtbringende Gesellschaft“. Той получава на 2 ноември 1616 г. датския „Орден на Слона“. През 1671 г. той основава „дом за сираци“ във Фарел.
Умира внезапно на 27 октомври 1680 г. на 47 години във Фарел, Фризия, Германия. Антон I фон Олденбург има един син, който се ражда седем месеца след смъртта му. Вдовицата му Шарлота поема в началото собствености за непълнолетния им син Антон II до 1706 г.

## Фамилия
Антон I фон Олденбург се жени два пъти.
Първи брак: на 27 април 1659 г. с имперската графиня Августа Йохана фон Зайн-Витгенщайн (* 12 април 1638; † 15 май 1669), дъщеря на граф Йохан VIII фон Зайн-Витгенщайн-Хоенщайн (1601 – 1657) и графиня Анна Августа фон Валдек-Вилдунген (1608 – 1658). Тя умира на 31 години. Двамата имат пет дъщери:
- Антоанета Августа фон Алденбург (* 4 август 1660; † 15 юли 1701), омъжена на 16 август 1677 г. за граф Улрих Фридрих фон Гюленльове († 17 април 1704), извънбрачен син на датския крал Фредерик III
- София Елизабет фон Алденбург (* 18 декември 1661; † 5 май 1730), омъжена на 1 февруари 1680 г. за граф Франц Хайнрих Фрайдаг († 1730)
- Доротея Юстина фон Алденбург (* 28 януари 1663; † 27 декември 1735), омъжена на 6 април 1689 г. за фрайхер дипломат Антон Волф фон Хакстхаузен (* 1 юни 1647; † 19 ноември 1694, Берлин)
- Луиза Шарлота фон Алденбург(* 3 февруари 1664; † 12 май 1732), омъжена I. на 26 декември 1684 г. за полковник Кристофер Билке (* 1654; † 13 август 1704); II. 1722 г. в Хамбург за имперски граф, фелдмаршал и дипломат Герхард Дернат (* 1666; † 12 юли 1740)
- Вилхелмина Юлиана фон Алденбург (* 4 май 1665, Олденбург; † 18 ноември 1746, Бремен), омъжена на 2 април 1699 г. за граф Георг Ернст Ведел Йарлсберг (* 23 май 1666; † 30 януари 1717, Бремен)

Втори брак: на 19/29 май 1680 г. в Копенхаген с принцеса Шарлота Амéли де ла Тремойл от Таранто от Франция (* 3 януари 1652; † 21 януари 1732), дъщеря на принц Хенри Шарл, duc de La Tremoille (1652 – 1732) и Емилия фон Хесен-Касел (1626 – 1693). Те имат един син, който се ражда седем месеца след смъртта му:
- Антон II (* 26 май 1681, Фарел; † 6 август 1738, Фарел), наследник от 1706 г., женен I. на 15 юли 1705 г. (развод 1711) за фрайин Анна Вилхелмина фон Инхаузен и Книп хаузен (* 23 август 1690; † 29 март 1718), II. на 26 април 1711 г. в Копенхаген за принцеса Вилхелмина Мария фон Хесен-Хомбург (* 8 януари 1678; † 25 ноември 1770), дъщеря на ландграф Фридрих II (1633 – 1708); има една дъщеря.